# Diosma passerinoides
Diosma passerinoides är en vinruteväxtart som beskrevs av Ernst Gottlieb von Steudel. Diosma passerinoides ingår i släktet Diosma och familjen vinruteväxter. Inga underarter finns listade i Catalogue of Life.